# Schody hrůzy (Jáchymov)
Jako jáchymovské schody hrůzy jsou v masmédiích příležitostně označovány dřevěné schody, které v první polovině padesátých let 20. století spojovaly jáchymovskou šachtu Svornost a stejnojmenný tábor zbudovaný ve svahu nad důlní šachtou. Jednalo se o 270 příkrých dřevěných schodů, které museli zdejší zajatci, respektive trestanci zdolávat při cestě do práce a především z práce zpět do tábora. Schody zdolávaly ostré stoupání v rozmezí 25–28°, čili měly asi 50procentní sklon k rovině. Z původního schodiště se do současnosti nic nedochovalo. Okolo roku 2000 byla však na místě původního schodiště zprovozněna jejich dřevěná replika, která je součástí naučné stezky Jáchymovské peklo.

## Mauthausenské schody

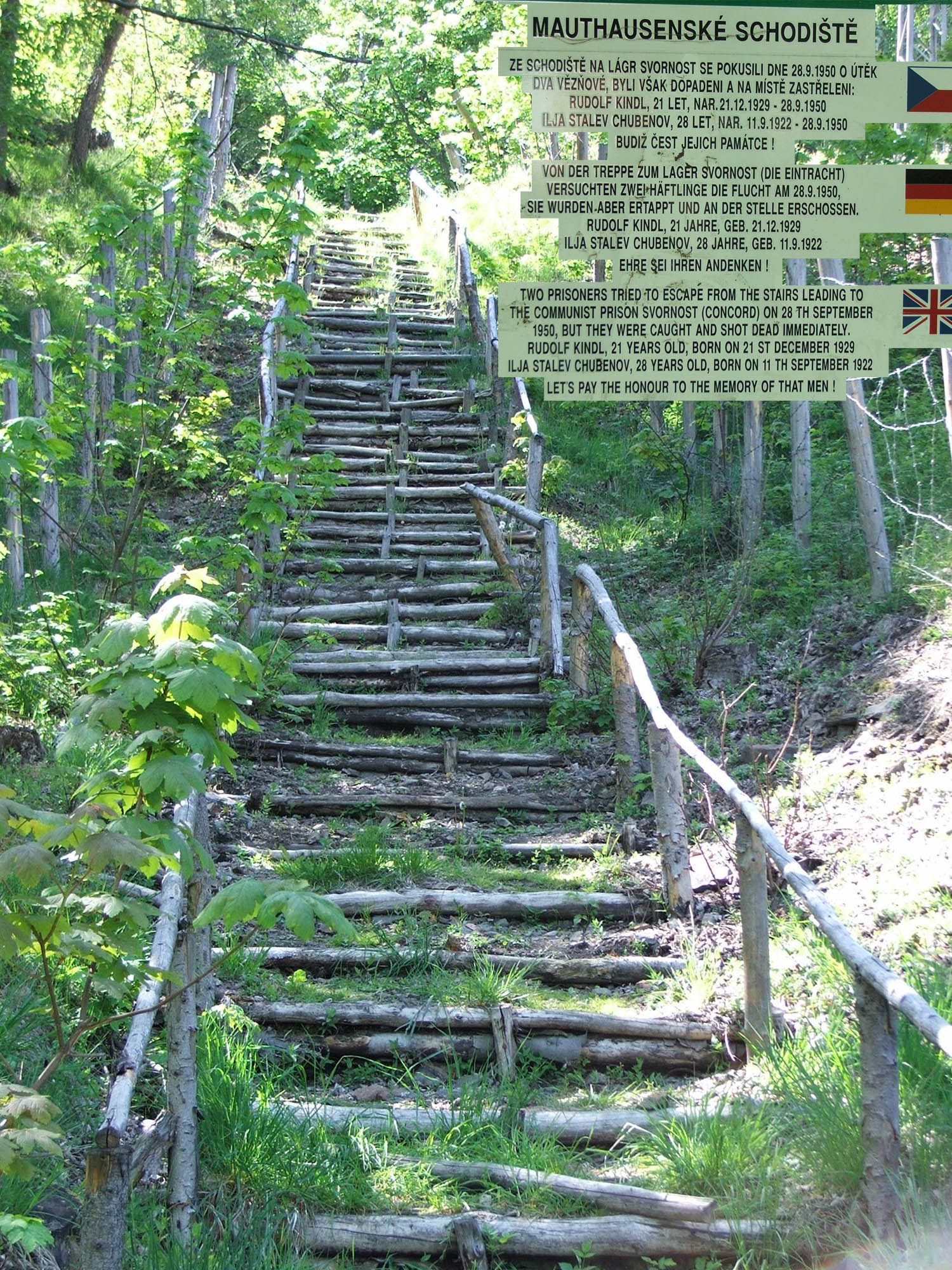
Původní replika schodů nad dolem Svornost

Terminologicky nešťastné je označení Mauthausenské schody, které se rovněž někdy objevuje v masmédiích. Devalvuje totiž skutečné schody smrti v nacistickém koncentračním táboře Mauthausen, na kterých vězňové umírali buď pod tíhou ručně vynášených kamenných kvádrů, případně byli svrženi dolů pro sadistickou radost zdejších dozorců. Pád do hlubokého mauthausenského lomu znamenal jistou smrt. Schody u tábora a dolu Svornost takovým způsobem nikdy využívány nebyly.

## Současnost
První novodobá replika dřevěného schodiště byla zbudována Hornickým spolkem Barbora okolo roku 2000. Replika však nebyla udržována, takže se schodiště postupně rozpadlo a zarostlo náletovou zelení. Nová replika byla o několik let později zřízena spolkem PolitičtíVězni.cz za pomoci dalších institucí i jednotlivců.